# Mistrzostwa Świata w Saneczkarstwie 2016
46. Mistrzostwa świata w saneczkarstwie 2016 odbyły się w dniach 29-31 stycznia w niemieckim Königssee. Rozegranych zostało siedem konkurencji: sprint jedynek kobiet, jedynki kobiet, sprint jedynek mężczyzn, jedynki mężczyzn, sprint dwójek mężczyzn, dwójki mężczyzn oraz zawody drużynowe.

## Terminarz
| Data             | Miejscowość | Konkurencja               | Złoto                                                                 | Srebro                                                          | Brąz                                                              |
| ---------------- | ----------- | ------------------------- | --------------------------------------------------------------------- | --------------------------------------------------------------- | ----------------------------------------------------------------- |
| 29 stycznia 2016 | Königssee   | Jedynki kobiet - sprint   | Martina Kocher                                                        | Natalie Geisenberger                                            | Dajana Eitberger                                                  |
| 30 stycznia 2016 | Königssee   | Jedynki kobiet            | Natalie Geisenberger                                                  | Martina Kocher                                                  | Tatjana Iwanowa                                                   |
| 29 stycznia 2016 | Königssee   | Jedynki mężczyzn - sprint | Felix Loch                                                            | Andi Langenhan                                                  | Ralf Palik                                                        |
| 31 stycznia 2016 | Königssee   | Jedynki mężczyzn          | Felix Loch                                                            | Ralf Palik                                                      | Wolfgang Kindl                                                    |
| 29 stycznia 2016 | Königssee   | Dwójki mężczyzn - sprint  | Niemcy Tobias Wendl · Tobias Arlt                                     | Austria Peter Penz · Georg Fischler                             | Włochy Christian Oberstolz · Patrick Gruber                       |
| 30 stycznia 2016 | Königssee   | Dwójki mężczyzn           | Niemcy Tobias Wendl · Tobias Arlt                                     | Niemcy Toni Eggert · Sascha Benecken                            | Włochy Christian Oberstolz · Patrick Gruber                       |
| 31 stycznia 2016 | Königssee   | Drużynowe                 | Niemcy Natalie Geisenberger · Felix Loch · Tobias Wendl · Tobias Arlt | Łotwa Elīza Cauce · Inārs Kivlenieks · Andris Šics · Juris Šics | Kanada Alex Gough · Mitchel Malyk · Tristan Walker · Justin Snith |

## Wyniki

### Jedynki kobiet - sprint
- Data / Początek: Piątek 29 stycznia 2016

| Medal | Zawodniczka          | Narodowość        | Czas   | Strata  |
| ----- | -------------------- | ----------------- | ------ | ------- |
|       | Martina Kocher       | Szwajcaria        | 39,451 | -       |
|       | Natalie Geisenberger | Niemcy            | 39,486 | + 0,035 |
|       | Dajana Eitberger     | Niemcy            | 39,537 | + 0,086 |
| 4.    | Summer Britcher      | Stany Zjednoczone | 39,594 | + 0,143 |
| 5.    | Tatjana Hüfner       | Niemcy            | 39,598 | + 0,147 |
| 6.    | Julia Taubitz        | Niemcy            | 39,641 | + 0,190 |
| 7.    | Tatjana Iwanowa      | Rosja             | 39,646 | + 0,195 |
| 8.    | Elīza Cauce          | Łotwa             | 39,698 | + 0,247 |
| 9.    | Natalia Wojtuściszyn | Polska            | 39,701 | + 0,250 |
| 10.   | Alex Gough           | Kanada            | 39,727 | + 0,276 |
|       | ---                  |                   |        |         |
| 26.   | Ewa Kuls             | Polska            | q      | -       |

### Jedynki kobiet
- Data / Początek: Sobota 30 stycznia 2016

| Medal | Zawodniczka          | Narodowość        | 1. zjazd | 2. zjazd | Czas     | Strata  |
| ----- | -------------------- | ----------------- | -------- | -------- | -------- | ------- |
|       | Natalie Geisenberger | Niemcy            | 50,390   | 50,409   | 1:40,799 | -       |
|       | Martina Kocher       | Szwajcaria        | 50,418   | 50,620   | 1:41,038 | + 0,239 |
|       | Tatjana Iwanowa      | Rosja             | 50,441   | 50,614   | 1:41,055 | + 0,256 |
| 4.    | Tatjana Hüfner       | Niemcy            | 50,406   | 50,650   | 1:41,056 | + 0,257 |
| 5.    | Elīza Cauce          | Łotwa             | 50,516   | 50,638   | 1:41,154 | + 0,355 |
| 6.    | Julia Taubitz        | Niemcy            | 50,630   | 50,925   | 1:41,555 | + 0,756 |
| 7.    | Summer Britcher      | Stany Zjednoczone | 50,755   | 50,806   | 1:41,561 | + 0,762 |
| 8.    | Erin Hamlin          | Stany Zjednoczone | 50,867   | 50,703   | 1:41,570 | + 0,771 |
| 9.    | Alex Gough           | Kanada            | 50,754   | 50,822   | 1:41,576 | + 0,777 |
| 10.   | Wiktoryja Diemczenko | Rosja             | 50,671   | 50,937   | 1:41,608 | + 0,809 |
|       | ---                  |                   |          |          |          |         |
| 19.   | Ewa Kuls             | Polska            | 51,340   | 51,304   | 1:42,644 | + 1,845 |
| 36.   | Natalia Wojtuściszyn | Polska            | 52,428   | -        | -        | -       |

### Jedynki mężczyzn - sprint
- Data / Początek: Piątek 29 stycznia 2016

| Medal | Zawodnik             | Narodowość        | Czas   | Strata  |
| ----- | -------------------- | ----------------- | ------ | ------- |
|       | Felix Loch           | Niemcy            | 38,574 | -       |
|       | Andi Langenhan       | Niemcy            | 38,794 | + 0,220 |
|       | Ralf Palik           | Niemcy            | 38,808 | + 0,234 |
| 4.    | Chris Mazdzer        | Stany Zjednoczone | 38,876 | + 0,302 |
| 5.    | Wolfgang Kindl       | Austria           | 38,902 | + 0,328 |
| 6.    | Johannes Ludwig      | Niemcy            | 38,934 | + 0,360 |
| 7.    | Armin Frauscher      | Austria           | 38,940 | + 0,366 |
| 8.    | Mitchel Malyk        | Kanada            | 39,026 | + 0,452 |
| 9.    | David Gleirscher     | Austria           | 39,077 | + 0,503 |
| 10.   | Stiepan Fiodorow     | Rosja             | 39,101 | + 0,527 |
|       | ---                  |                   |        |         |
| 22.   | Maciej Kurowski      | Polska            | q      | -       |
| 27.   | Wojciech Chmielewski | Polska            | q      | -       |

### Jedynki mężczyzn
- Data / Początek: Niedziela 31 stycznia 2016

| Medal | Zawodnik              | Narodowość        | 1. zjazd | 2. zjazd | Czas     | Strata  |
| ----- | --------------------- | ----------------- | -------- | -------- | -------- | ------- |
|       | Felix Loch            | Niemcy            | 49,173   | 49,691   | 1:38,864 | -       |
|       | Ralf Palik            | Niemcy            | 49,406   | 49,881   | 1:39,287 | + 0,423 |
|       | Wolfgang Kindl        | Austria           | 49,460   | 50,093   | 1:39,553 | + 0,689 |
| 4.    | Chris Mazdzer         | Stany Zjednoczone | 49,490   | 50,243   | 1:39,733 | + 0,869 |
| 5.    | Andi Langenhan        | Niemcy            | 49,490   | 50,379   | 1:39,869 | + 1,005 |
| 6.    | Tucker West           | Stany Zjednoczone | 49,692   | 50,489   | 1:40,181 | + 1,317 |
| 7.    | David Gleirscher      | Austria           | 49,869   | 50,355   | 1:40,224 | + 1,360 |
| 8.    | Siemion Pawliczenko   | Rosja             | 49,802   | 50,427   | 1:40,229 | + 1,365 |
| 9.    | Armin Frauscher       | Austria           | 49,672   | 50,596   | 1:40,268 | + 1,404 |
| 10.   | Riks Kristens Rozitis | Łotwa             | 49,900   | 50,382   | 1:40,282 | + 1,418 |
|       | ---                   |                   |          |          |          |         |
| 20.   | Maciej Kurowski       | Polska            | 50,524   | 51,107   | 1:41,631 | + 2,767 |
| 21.   | Wojciech Chmielewski  | Polska            | 51,033   | 51,275   | 1:42,308 | + 3,444 |

### Dwójki mężczyzn - sprint
- Data / Początek: Piątek 29 stycznia 2016

| Medal | Zawodnicy                             | Narodowość        | Czas   | Strata  |
| ----- | ------------------------------------- | ----------------- | ------ | ------- |
|       | Tobias Wendl Tobias Arlt              | Niemcy            | 39,032 | -       |
|       | Peter Penz Georg Fischler             | Austria           | 39,261 | + 0,229 |
|       | Christian Oberstolz Patrick Gruber    | Włochy            | 39,428 | + 0,396 |
| 4.    | Andris Šics Juris Šics                | Łotwa             | 39,452 | + 0,420 |
| 5.    | Matthew Mortensen Jayson Terdiman     | Stany Zjednoczone | 39,573 | + 0,541 |
| 6.    | Thomas Steu Lorenz Koller             | Austria           | 39,593 | + 0,561 |
| 7.    | Tristan Walker Justin Snith           | Kanada            | 39,600 | + 0,568 |
| 8.    | Andriej Bogdanow Andriej Miedwiediew  | Rosja             | 39,653 | + 0,621 |
| 9.    | Robin Geueke David Gamm               | Niemcy            | 39,669 | + 0,637 |
| 10.   | Aleksandr Dienisjew Władisław Antonow | Rosja             | 39,712 | + 0,680 |

### Dwójki mężczyzn
- Data / Początek: Sobota 30 stycznia 2016

| Medal | Zawodnicy                             | Narodowość        | 1. zjazd | 2. zjazd | Czas     | Strata  |
| ----- | ------------------------------------- | ----------------- | -------- | -------- | -------- | ------- |
|       | Tobias Wendl Tobias Arlt              | Niemcy            | 49,311   | 49,664   | 1:38,975 | -       |
|       | Toni Eggert Sascha Benecken           | Niemcy            | 49,808   | 49,778   | 1:39,586 | + 0,611 |
|       | Christian Oberstolz Patrick Gruber    | Włochy            | 50,357   | 50,371   | 1:40,728 | + 1,753 |
| 4.    | Robin Geueke David Gamm               | Niemcy            | 50,270   | 50,502   | 1:40,772 | + 1,797 |
| 5.    | Andris Šics Juris Šics                | Łotwa             | 50,314   | 50,464   | 1:40,778 | + 1,803 |
| 6.    | Andriej Bogdanow Andriej Miedwiediew  | Rosja             | 50,470   | 50,412   | 1:40,882 | + 1,907 |
| 7.    | Ludwig Rieder Patrick Rastner         | Włochy            | 50,530   | 50,524   | 1:41,054 | + 2,079 |
| 8.    | Tristan Walker Justin Snith           | Kanada            | 50,265   | 50,890   | 1:41,155 | + 2,180 |
| 9.    | Matthew Mortensen Jayson Terdiman     | Stany Zjednoczone | 50,622   | 50,558   | 1:41,180 | + 2,205 |
| 10.   | Oskars Gudramovičs Pēteris Kalniņš    | Łotwa             | 50,387   | 51,436   | 1:41,823 | + 2,848 |
|       | ---                                   |                   |          |          |          |         |
| 11.   | Wojciech Chmielewski Jakub Kowalewski | Polska            | 50,915   | 50,968   | 1:41,883 | + 2,908 |
| 21.   | Patryk Poręba Karol Mikrut            | Polska            | 52,693   | -        | -        | -       |

### Drużynowe
- Data / Początek: Niedziela 31 stycznia 2016

| Medal | Zawodnicy                                                                | Narodowość        | Czas     | Strata  |
| ----- | ------------------------------------------------------------------------ | ----------------- | -------- | ------- |
|       | Natalie Geisenberger/Felix Loch/Tobias Wendl/Tobias Arlt                 | Niemcy            | 2:44,062 | –       |
|       | Elīza Tīruma/Inārs Kivlenieks/Andris Šics/Juris Šics                     | Łotwa             | 2:45,614 | + 1,552 |
|       | Alex Gough/Mitchel Malyk/Tristan Walker/Justin Snith                     | Kanada            | 2:45,907 | + 1,845 |
| 4.    | Tatjana Iwanowa/Siemion Pawliczenko/Andriej Bogdanow/Andriej Miedwiediew | Rosja             | 2:46,105 | + 2,043 |
| 5.    | Erin Hamlin/Chris Mazdzer/Matthew Mortensen/Jayson Terdiman              | Stany Zjednoczone | 2:46,145 | + 2,083 |
| 6.    | Birgit Platzer/Wolfgang Kindl/Peter Penz/Georg Fischler                  | Austria           | 2:46,167 | + 2,105 |
| 7.    | Sandra Robatscher/Dominik Fischnaller/Christian Oberstolz/Patrick Gruber | Włochy            | 2:47,077 | + 3,015 |
| 8.    | Ewa Kuls/Maciej Kurowski/Wojciech Chmielewski/Jakub Kowalewski           | Polska            | 2:48,920 | + 4,858 |
| 9.    | Raluca Strămăturaru/Valentin Crețu/Cosmin Atodiresei/Ștefan Musei        | Rumunia           | 2:49,578 | + 5,516 |
| 10.   | Sung Eun-ryung/Kim Dong-hyeon/Park Jin-yong/Cho Jung-myung               | Korea Południowa  | 2:50,543 | + 6,481 |

## Klasyfikacja medalowa
| Miejsce | Państwo    | złoto | srebro | brąz | Razem |
| ------- | ---------- | ----- | ------ | ---- | ----- |
| 1.      | Niemcy     | 6     | 4      | 2    | 12    |
| 2.      | Szwajcaria | 1     | 1      | 0    | 2     |
| 3.      | Austria    | 0     | 1      | 1    | 2     |
| 4.      | Łotwa      | 0     | 1      | 0    | 1     |
| 5.      | Włochy     | 0     | 0      | 2    | 2     |
| 6.      | Rosja      | 0     | 0      | 1    | 1     |
| 6.      | Kanada     | 0     | 0      | 1    | 1     |